# 常胜者格奥尔吉号战列舰
“常胜者格奥尔吉”号战列舰（羅馬化：Georgii Pobedonosets，直译：常胜者圣乔治）是俄罗斯帝国海军于19世纪80年代建造的叶卡捷琳娜二世级前无畏舰的第四艘也是最后一艘。然而，因为装甲方案不同，本舰比其他几艘同级舰建造得更晚。
1905年6月，参与追击叛变的俄国战列舰“波将金”号的“常胜者格奥尔吉”号上也发生了舰员哗变。虽然舰上忠于沙皇的舰员在次日又重新掌握了控制权，但“常胜者格奥尔吉”号最终还是在“波将金”号的胁迫下搁浅了。1908年该舰被降为二线职务。在1914年对塞瓦斯托波尔的轰炸中，“常胜者格奥尔吉”号曾向德国海军“戈本”号开火，但在战争的大部分时间里都在塞瓦斯托波尔担任指挥舰。俄国内战期间，“常胜者格奥尔吉”号曾轮番被红军和白军双方俘虏，但最后被撤离的白军拖到了比塞大，最终在那被拆解报废。

## 设计和开发

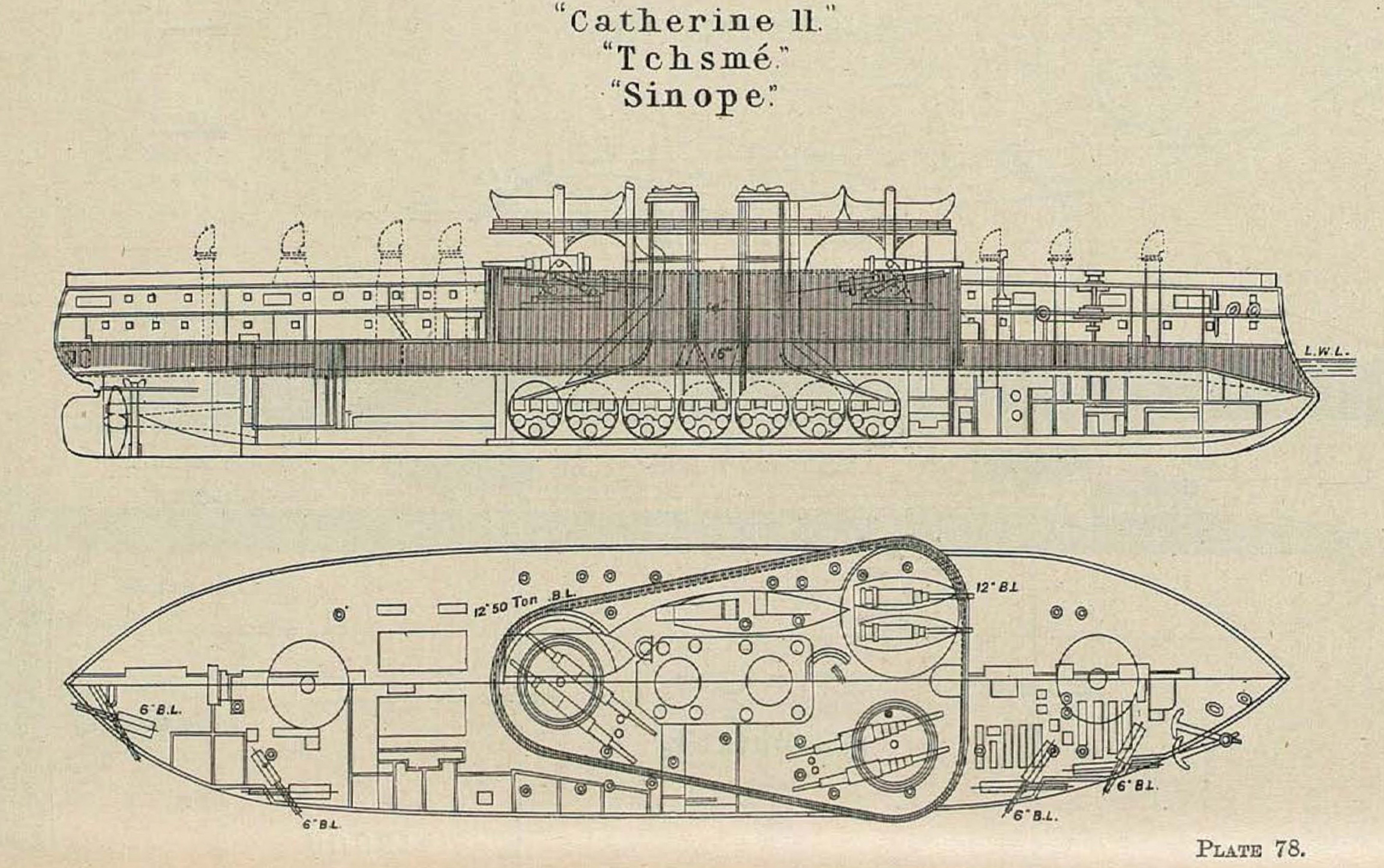
根据《布拉西海军年鉴》（1896年版）中描述的叶卡捷琳娜二世级右侧侧面图和甲板平面图。

“常胜者格奥尔吉”号最初计划作为“锡诺普”号的一个改进版本，装备3门12英寸（300）和4门9英寸（230）火炮。但之后的设计方案决定安装3座双联装12英寸炮塔，而不是其姊妹舰使用的炮座。由于炮塔比炮座重得多，因此本舰的装甲方案也进行了相应的调整。但修改后的设计方案仍因超重而被打回。为此，海军部举行了一次替代方案的招标，但这些方案又被海军技术委员会拒绝了。此后，配备炮座的“锡诺普”号改进方案再次被选中成为最可行方案。为了减少在姊妹舰上出现的超重状况，“常胜者格奥尔吉”号的装甲高度被进一步降低。在本舰的建造过程中还进行了其他更改，但这些变更在工程初期就已导入，实际并未严重推迟其完工时间。这些修改包括：主炮支架尺寸减小，从而取消了姊妹舰上前炮座所需的舷台。此外以35倍径火炮替代老式30倍径火炮，以及使用从法国施耐德公司进口的钢制装甲取代姊妹舰上使用的复合装甲。
“常胜者格奥尔吉”号水线长347英尺6英寸（105.9），全长339英尺4英寸（103.4），舷宽68英尺11英寸（21.0），吃水深27英尺11英寸（8.5），满载排水量11,032長噸（11,209公噸），比设计排水量10,280長噸（10,440公噸）超了近700長噸（710公噸）。
“常胜者格奥尔吉”号装有两台3缸立式三胀式发动机驱动直径16英尺5英寸（5.0）的螺旋桨。16座圆柱形锅炉为发动机提供蒸汽。舰上装备的发动机和锅炉均从英国莫兹利父子公司进口，比设计超重114長噸（116公噸）。全舰发动机的总设计输出功率为10,000匹指示馬力（7,500千瓦特），但在海试中只生产了9,843匹指示馬力（7,340千瓦特），最高速度为16.5節（30.6每小時；19.0英里每小時）。满载时舰上可载900長噸（910公噸）燃煤，以供其在10節（19每小時；12英里每小時）航速下达到2,800海里（5,200；3,200英里）的航程，而在14.5節（26.9每小時；16.7英里每小時）的速度下则可续航1,367海里（2,532；1,573英里）。
舰上的主武器为6门安装在两座双联装炮座上的12英寸（305）奥布霍夫1886型35倍径炮，分别位于上层建筑的前后部。每座前向炮架均可沿舰首方向轴线向内侧偏转30°，在舷侧方向向后偏转35°，总计155°的射击跨角。而后向炮座可以横向跨射202°。这几门炮的最大仰角为15°，最大俯角为−2°，射速是每发间隔4分50秒，其中包含了炮弹的装填时间。主炮所使用的是731.3英磅（331.7）炮弹，炮口初速为2,090英尺每秒（640每秒），在最大仰角下射程可达到11,600碼（10,600）。此外还可以使用重达1,003磅（455）的“重型”炮弹，炮口初速为2,000英尺每秒（610每秒），但射程未知。
副武器包括6门安装在船体炮眼内的舷侧枢轴支架上的6英寸（152）35倍径炮，还有1门安装在舰体尾部。舰上还在炮台甲板上安装了8门单管霍奇基斯机炮，以防止鱼雷艇攻击。而10门37（1.5英寸）霍奇开斯机炮则被安装在战斗桅楼上。舰上的鱼雷装备包括水线上的7具14英寸（356）鱼雷发射管，两舷侧各3具，舰尾1具。
与同级舰不同的是，“常胜者格奥尔吉”号使用的装甲是钢制的。舷侧主装甲带最大厚度为16英寸（410），以2英寸（51）为步进向舰首方向递减至6英寸（150），向舰尾方向递减至8英寸（200）。为了减轻重量，装甲带高度仅为7英尺（2.1），比同级舰降低了1英尺（0.30）。尽管如此，“常胜者格奥尔吉”号依然超重。实际测量中，水线装甲带只比载重线高出6英寸，比同级舰减少了7英寸（180）之多。主装甲堡侧装甲厚度为2.25英寸（57），顶部装甲则减少到1.5英寸（38）厚。

## 服役历史
“常胜者格奥尔吉”号以常胜者圣乔治的名字命名，由俄罗斯轮船公司（RoPIT）在塞瓦斯托波尔建造。本舰于1891年5月5日开始铺设龙骨，1892年3月9日下水，1893年完工。本舰入役黑海舰队，并于1893年9月开始海试，但直到1895年中期才完成试验。
1905年，“常胜者格奥尔吉”号曾短暂加入了“波将金”号哗变事件。1905年6月29日，本舰是被派往敖德萨抓捕“波将金”号的八艘舰艇之一（包括三艘战列舰、一艘巡洋舰和四艘鱼雷艇）。第二天，这支舰队接近“波将金”号之后突然撤退。随后“常胜者格奥尔吉”号指挥官故意激怒舰上军官，迫使他们下令水手们向“波将金”号的革命同志开火。但水手们拒绝了命令：“我们不会开火！我们不会去操纵火炮！我们拒绝与‘波将金’号交战。”继而，“常胜者格奥尔吉”号上的水手们为“波将金”号哗变水手的勇敢欢呼。黑海舰队内组织起义的社会民主党组织的中央委员会（Матросская Централька）成员之一的多罗菲·科舒巴（Dorofey Koshuba）闯入“常胜者格奥尔吉”号的军械库，命令船长伊利亚·古泽维奇（Ilya Guzevich）停船，并在遭到拒绝后将其推开。“常胜者格奥尔吉”号停下后，古泽维奇恳求水手们前往塞瓦斯托波尔，甚至提出允许让70名革命参与者登上“波将金”号。于是，“波将金”号的起义领导人阿法那西·马丘申科与几名革命者一起抵达“常胜者格奥尔吉”号并在舰上发表演讲，鼓动水手们逮捕军官。这迫使舰上的二副格里戈尔科夫中尉自杀。
然而第二天，忠于沙皇的舰员重新控制了“常胜者格奥尔吉”号。由于受到“波将金”号的胁迫，舰员将“常胜者格奥尔吉”号搁浅以便向当局投降。1905年8月，舰上75名哗变参与者受到审判。科舒巴及另外两人被处决，其余19名水手被判处185年苦役。
1907年，海军总参谋部提出了一项针对“常胜者格奥尔吉”号的彻底重建提案。该提案与日俄战争前重建“切斯马”号和“锡诺普”号的建议相类似，其中就包括减少一层甲板，将舰载武器更换为两座配备12英寸40倍径火炮的双联装炮塔，并将复合装甲更换为克虏伯装甲。这新提案与旧提案的不同之处在于，以8门120（4.7英寸）火炮取代了旧提案的10门6英寸火炮。但因改造后本舰的速度仍然不足以跟上主舰队的步伐，而且舰体防护也不足以抵御高爆炮火，这一计划最终被否决。
1908年，“常胜者格奥尔吉”号被改为一艘训练船，其6英寸35倍径火炮被更现代化的6英寸45倍径火炮所取代。1911年，本舰被改装为港口警卫舰，舰上的12英寸火炮被拆除，又增加了6门6英寸炮，使总数达到14门。1914年10月29日，在炮击塞瓦斯托波尔期间，本舰曾向德国战列巡洋舰“戈本”号发射了三发炮弹，但均未击中。在第一次世界大战的大部分时间里，“常胜者格奥尔吉”号都作为一艘驻留指挥舰停泊在塞瓦斯托波尔。1918年，“常胜者格奥尔吉”号在塞瓦斯托波尔被德军俘虏，并于1918年12月移交给协约国军。1919年4月25日，英军在撤离前破坏了舰上的动力系统。在俄国内战中，本舰曾被交战双方交替俘获，但最终被编入白军弗兰格尔舰队，并于1920年被拖至比塞大。1930年至1936年间，“常胜者格奥尔吉”号被作为拆解出售。

## 脚注

### 引文
1. 1 2  Gardiner (1979)，第178頁.
2. ↑  张恩东 (2018)，第182頁.
3. ↑  朱协 (1983)，第667頁.
4. ↑  科京 (2006)，第46頁.
5. ↑  McLaughlin (2003)，第61頁.
6. ↑  McLaughlin (2003)，第60頁.
7. ↑  McLaughlin (2003)，第60, 63-64頁.
8. ↑  McLaughlin (2003)，第61, 63頁.
9. ↑  . 2006-09-11  [2010-01-05]. （原始内容存档于2004-12-22） （英语）.
10. ↑  McLaughlin (2003)，第27, 63頁.
11. ↑  McLaughlin (2003)，第63頁.
12. ↑  McLaughlin (2003)，第60, 64頁.
13. 1 2  McLaughlin (2003)，第64頁.
14. ↑  Bascomb (2007)，第180頁.
15. ↑  Bascomb (2007)，第185頁.
16. ↑  Bascomb (2007)，第188頁.
17. ↑  Zebroski (2003)，第21頁.
18. ↑  Bascomb (2007)，第281頁.
19. ↑  McLaughlin (2003)，第287頁.
20. ↑  McLaughlin (2003)，第292頁.

## 期刊来源
- 科京. . 舰载武器 (河南省郑州市: 郑州机电工程研究所). 2006, (2)  [2016-06-26]. ISSN 1671-3273. （原始内容存档于2016-06-26） （中文（中国大陆））.